# Sean Faris
Sean Hardy Faris (Houston, Texas, 25 de marzo de 1982) es un actor y modelo estadounidense. Es conocido por sus papeles como Jake Tyler en Never Back Down, Kyo Kusanagi en The King of Fighters y Jack Rourke en Need For Speed: The Run

## Biografía
Nació en Houston (Texas), hijo de Stephen Faris Warren Miller y Katherine Ann Irene. Tiene en parte ascendencia española. Estudió en la Escuela Secundaria Padua Franciscana de Parma (Ohio), donde fue un atleta de alto nivel que jugaba al fútbol, al baloncesto y al béisbol. También fue buzo en el equipo de natación. 
Su padre y la mayoría de su familia viven en Houston, mientras que su madre aún reside en Cleveland. Sean Faris se graduó con honores en el 2000 y se mudó a Los Ángeles, California, donde empezó en la actuación unas semanas más tarde.

## Vida privada
El 5 de septiembre de 2017, Faris y la actriz Cherie Daly anunciaron que se habían casado durante las festividades de Burning Man de ese año. 
En noviembre del 2021 anunciaron en Instagram que esperaban a su primer hijo.

## Carrera
Comenzó su carrera de modelo y actuando en Cleveland y asistió a la Modelo Internacional de Talento y la Asociación. Fue nombrado Modelo Junior Masculino del Año en el Modelo Internacional de Talento y la Asociación en 1999, pero finalmente decidió centrarse en la actuación. Tres semanas después de graduarse del instituto, se trasladó a California. 
Ha protagonizado diferentes proyectos, entre ellos dos de televisión, Diario adolescente, y Reunión, cancelados antes del final de la primera temporada. También actuó como William Beardsley en Míos, tuyos y nuestros.
También ha tenido un rol protagónico en Sleepover de Alexa Vega en 2004. En 2007, Faris volvió al trabajo en tres películas: Forever Strong, Rompiendo las reglas, Brooklyn a Manhattan. Rompiendo las reglas se estrenó el 14 de marzo de 2008, el mismo año que las otras dos películas.
En 2008, se desnudaron para la revista británica Cosmopolitan por una causa benéfica, en beneficio de su elección de conciencia del cáncer de páncreas. El mismo año, produjo y protagonizó un cortometraje llamado Destino Manifiesto. También aparece interpretando a Jack Rourke en el videojuego de carreras Need For Speed The Run de Electronic Arts.

## Filmografía

### Cine
| Año  | Título                             | Papel             | Notas                       |
| ---- | ---------------------------------- | ----------------- | --------------------------- |
| 2001 | Twisted                            | Fernando Castillo |                             |
| 2001 | Pearl Harbor                       | Tirador           | Cameo                       |
| 2001 | The Brotherhood II: Young Warlocks | John Van Owen     |                             |
| 2002 | House Blend                        | Chris Reed        |                             |
| 2004 | Sleepover                          | Steve             |                             |
| 2005 | Yours, Mine, and Ours              | William Beardsley |                             |
| 2008 | Manifest Destiny                   | Josh              | Cortometraje                |
| 2008 | Never Back Down                    | Jake Tyler        |                             |
| 2008 | Forever Strong                     | Rick Penning      |                             |
| 2010 | Brooklyn to Manhattan              | Logan             |                             |
| 2010 | The King of Fighters               | Kyo Kusanagi      |                             |
| 2010 | Ghost Machine                      | Tom               |                             |
| 2011 | The Lost Valentine                 | Lucas Thomas      |                             |
| 2011 | Freerunner                         | Ryan              | También productor ejecutivo |
| 2011 | The Wolf                           | Joey Dallriva     |                             |
| 2012 | Amsterdam                          | Caden             | También productor ejecutivo |
| 2018 | A Veteran's Christmas              | Jimmy Stewart     |                             |

### Televisión
| Año         | Título              | Papel            | Notas        |
| ----------- | ------------------- | ---------------- | ------------ |
| 2001        | Undressed           | Darren           | 4 episodios  |
| 2002        | Even Stevens        | Scott Brooks     | 1 episodio   |
| 2002        | Maybe It's Me       | Sean             | 1 episodio   |
| 2002        | Smallville          | Byron Moore      | 1 episodio   |
| 2003        | Eve                 | Chip             | 1 episodio   |
| 2003        | One Tree Hill       | Chico            | 1 episodio   |
| 2004        | Boston Public       | Troy Mooney      | 1 episodio   |
| 2004 – 2005 | Life As We Know It  | Dino Whitman     | 13 episodios |
| 2005 – 2006 | Reunion             | Craig Brewster   | 13 episodios |
| 2010        | The Vampire Diaries | Ben McKittrick   | 3 episodios  |
| 2013 – 2015 | Pretty Little Liars | Gabriel Holbrook | 15 episodios |
| 2014        | Supernatural        | Julian Duval     | 1 episodio   |

### Videojuegos
| Año  | Título                  | Papel       | Notas |
| ---- | ----------------------- | ----------- | ----- |
| 2011 | Need for Speed: The Run | Jack Rourke | Voz   |

## Premios
Premios ganados
- 2008: MTV Movie Award - Rompiendo las reglas (mejor luchador)
- 2007: Young Hollywood Award - The One To Watch
- 2005: Young Hollywood Award

Nominado
- 2005: Young Artist Award - Sleepover (mejor actuación en un largometraje - pareja elenco junto con Mika Boorem, Eileen April Boylan, Kallie Flynn Childress, Scout Taylor-Compton, Brie Larson, Hunter Parrish, Sara Paxton, Evan Peters, Katija Pevec, Ryan Slattery y Douglas Smith)